# Мейтленд (Новый Южный Уэльс)
Мейтленд (англ. Maitland) — город на реке Хантер в штате Новый Южный Уэльс, Австралия. Располагается на 35 километров северо-восточнее Ньюкасла и в 166 км от Сиднея. Имеет население 61 431 человек.

## Транспорт
Есть несколько железнодорожных станций и аэропорт авиации общего назначения. Ранее существовала трамвайная система, но сейчас её маршрут обслуживают автобусы.

## Туризм
Туризм играет существенную роль в экономике. Основные достопримечательности — старая тюрьма и историческая речная транспортная система. В Мейтленде имеется старое еврейское кладбище и бывшая синагога, использовавшаяся общиной в конце XIX века.

## В городе родились
- Джон Пауэр — австралийский кинорежиссёр и журналист.